# Guntram
Guntram také Gontram, Gontran, Gunthram nebo Gunthchramn (545 Soissons – 28. března 592 Chalon-sur-Saône) byl od roku 561 do roku 592 králem Burgundského království se sídlem v Orléans. Byl třetím nejstarším a druhým nejstarším žijícím synem Chlothara I. a Ingundy. Po smrti svého otce v roce 561 se stal králem čtvrtiny Franské říše.

## Život
Byl synem krále Chlothara I. a Ingundy. Král Chlothar měl čtyři syny: Chariberta, Chilpericha, Sigiberta a Gontrama. Mezi ně rozdělil Franskou říši. Gontram se po otcově smrti v roce 561 stal králem v Burgundského království, jehož hlavním městem učinil Orléans.
Kronikář Řehoř z Tours, biskup z Tours, jej vždy nazýval dobrým králem Guntramem i přes to, že podával svědectví o jeho nevyvedených manželstvích. Guntram se poprvé oženil se svou konkubínou Venerandou, otrokyní patřící jednomu z jeho mužů. S Venerandou měl syna Gundobada. Později se oženil s Marcatrudou a Gundobada poslal do Orleánsu. Když i Marcatruda porodila syna, začala žárlit na Gundobada a tak ho nechala otrávit. Vzápětí ztratila však i svého syna. Když se Guntram o jejím činu dozvěděl, zapudil ji. Marcatruda pak do roka zemřela. Potřetí se oženil s Austregildou zvanou Bobilla, s níž měl syny Chlothara, Chlodomera a dcery Chlodebergu a Chlodichildu.

## Vláda
V mládí byl prudké a nevyrovnané povahy, ale později svou vládu zcela podřídil křesťanským principům. Podle kronikáře se stal ochráncem ponížených, nadějí chudých a utěšitelem nemocných. Přísně a spravedlivě vynucoval vládu zákona a po celé zemi stavěl kláštery a kostely. Přežil i dva pokusy o atentát. Kronikář Řehoř také podává svědectví o zázracích, které se udály před i po Guntramově smrti. U některých byl prý osobně svědkem.
Roku 567 zemřel Guntramův bratr Charibert I. vládnoucí v Paříži a jeho země byla rozdělena mezi zbývající bratry. Vdova po Charibertovi se chtěla provdat za nejstaršího z bratři, kterým byl Guntram. Církevní sněm v roce 557 však tuto tradici označil za incest a tak ji Guntram raději umístil do kláštera v Arles. V následujících občanských válkách o otcovo dědictví mezi bratry Sigibertem a Chilperichem nejprve pomáhal Chilperichovi, ale později se přidal na stranu Sigiberta. Sibibert byl v roce 575 zavražděn a poté co v roce 577 na úplavici zemřeli oba zbývající Guntramovi vlastní synové, adoptoval jako svého dědice synovce Childeberta, Sigibertova syna. Vedl značně neúspěšné války proti Gótům, ve kterých ztratil téměř celé své vojsko. Porážku připsal minulým hříchům, čímž posílil svou zbožnost. Zemřel roku 592 v Chalon-sur-Saône, kde je také pohřben v chrámu svatého Marcela, který založil. Záhy po své smrti byl svatořečen. Jeho nástupcem se stal adoptivní syn Childebert II.
Svátek svatého Guntrama se slaví 28. března.